# アストリド・ネト
アストリド・ネト（Astride Gneto　1996年4月24日- ）はフランスの柔道選手。階級は52kg級。姉はロンドンオリンピック52㎏級銅メダリストのプリシラ・ネト。

## 経歴
コートジボワールのラギューヌ州・ヨプゴンで生まれるが、幼い頃にコルシカ島のアジャクシオへ移住した。姉に続いて柔道を始めると、2014年のヨーロッパジュニア個人戦52㎏級で2位、団体戦で2位になった。世界ジュニアでは3位となった。2015年のヨーロッパジュニアでは個人戦、団体戦ともに優勝するも、世界ジュニアでは個人戦で3位、団体戦で2位だった。2016年のヨーロッパ選手権団体戦で3位になると、グランドスラム・アブダビでIJFワールド柔道ツアー初優勝を飾った。2018年のグランドスラム・パリと地中海競技大会では3位になった。2019年のワールドマスターズで3位になった。しかし、東京オリンピックには国内により活躍していたアマンディーヌ・ブシャールがいたために出場できなかった。2021年のワールドマスターズで3位になると、グランドスラム・カザンとグランドスラム・パリ、さらには世界団体でも2位に入った。2022年のグランドスラム・テルアビブでは決勝で武田亮子を大内刈で破って、57㎏級の姉ともども姉妹優勝を飾った。グランドスラム大会を姉妹で同時優勝したのは、2012年のグランドスラム・パリで田知本愛、田知本遥姉妹が優勝して以来10年ぶりとなった。2024年のパリオリンピックもブシャールがいたために出場できなかった。
IJF世界ランキングは3332ポイント獲得で7位(25/5/12現在)。

## 主な戦績
- 2014年 - ヨーロッパジュニア　個人戦　2位　団体戦　2位
- 2014年 - 世界ジュニア　3位
- 2015年 - ヨーロッパジュニア　個人戦　優勝　団体戦　優勝
- 2015年 - 世界ジュニア　個人戦　3位　団体戦　2位
- 2016年 - ヨーロッパ選手権　団体戦　3位
- 2016年 - ヨーロッパジュニア　個人戦　3位　団体戦　3位
- 2016年 - グランドスラム・アブダビ　優勝
- 2018年 - グランドスラム・パリ　3位
- 2018年 - 地中海競技大会　3位
- 2018年 - グランプリ・ハーグ　3位
- 2019年 - グランドスラム・パリ　3位
- 2019年 - グランプリ・トビリシ　3位
- 2019年 - ヨーロッパオープン・ルクセンブルグ　優勝
- 2019年 - ワールドマスターズ　3位
- 2021年 - ワールドマスターズ　3位
- 2021年 - グランドスラム・カザン　2位
- 2021年 - 世界団体　2位
- 2021年 - グランドスラム・パリ　2位
- 2022年 - グランドスラム・テルアビブ　優勝
- 2022年 -　グランドスラム・アンタルヤ　3位
- 2022年 -　グランドスラム・トビリシ 3位
- 2022年 -　グランドスラム・アブダビ　優勝
- 2023年 -　グランドスラム・東京　2位
- 2025年 -　ヨーロッパオープン・ワルシャワ　優勝
- 2025年 -　グランドスラム・アスタナ　3位

(出典、)